# Juan Perelló Pou
Juan Perelló Pou (Santa María del Camino, Baleares, 30 de abril de 1870 - Vic, Barcelona, 27 de julio de 1955) fue un eclesiástico español que ocupó el cargo de obispo de Vic.

## Biografía
Matriculado el 1881 en el Instituto de Segunda Enseñanza de la ciudad de Palma de Mallorca, logró en este centro el título de bachiller en 1886. En 1887 se matriculó en el Seminario Diocesano de San Pedro, de la misma ciudad, en septiembre de 1891 ingresó en la Congregación de los Sagrados Corazones, que había sido fundada recientemente, y fue establecida en el Monasterio de Lluch, el 29 de septiembre de 1892 hizo su profesión religiosa, y habiendo continuado como alumno externo del seminario sus estudios sacerdotales, fue ordenado presbítero el 10 de marzo de 1894.
El 1897 fue designado ecónomo del Santuario de Lluch, del que se le confirió el cargo de prior en 1901. Dentro de la misma Congregación, fue nombrado en 1908, superior de la casa de noviciado de La Ral, y vicario in capite de la feligresía de Nuestra Señora de la Fuente de Dios, confiada a la misma asociación. 
El 29 de diciembre de 1909, el Capítulo General estaba reunido para decidir la sucesión del padre fundador de la institución, fallecido el día 20 del mismo mes, y lo eligió superior general de la Congregación de los Sagrados Corazones, cargo que después de sucesivas elecciones, regentó durante tres sexenios consecutivos, desde 1910 y por expresa designación del obispo de Mallorca, el doctor Campins, explicaba las cátedras de teología moral, ética y sociología en el seminario balear.
Fue preconizado obispo de Vic en el Consistorio celebrado el día 20 de julio de 1927, fue consagrado obispo el día 25 del mismo mes, en la catedral de la ciudad de Palma de Mallorca, por el nuncio de la Santa Sede en España, el cardenal Federico Tedeschini, y entró solemnemente en su diócesis el 14 de agosto siguiente.
En los veintiocho años de su episcopado, marcó un paréntesis la guerra civil española, ya que tuvo que huir, emigrando a su tierra, aunque dolido por las destrucciones causadas por la guerra, tanto en la catedral, como en todos los centros religiosos de su diócesis, a la que volvió en 1939, al triunfar el Ejército Nacional del General Francisco Franco.
Entonces fueron una de sus primeras medidas, reparar en la medida de lo posible aquellas destrucciones, preocupándose especialmente de restaurar la catedral, y más tarde las notables pinturas de José María Sert que la decoraban, que estaban consideradas como verdaderas joyas artísticas nacionales. Entre las interesantes obras que se le deben reconocer, figura la construcción del nuevo y espacioso Seminario de Vic. El año 1941 concedió el título de Santuario de la Virgen María de la Piedad a la iglesia del Convento de San Agustín de Igualada.
En 1955, estando enfermo, tuvo como obispo auxiliar a Ramón Masnou, que tomaría posesión de la diócesis en diciembre de 1955.
Fue condecorado con las grandes cruces de San Ramón, y de Isabel la Católica — concedida esta, con motivo de su boda de plata con el obispado, en 1952 — y tenía la dignidad del prelado asistente a la Casa Pontificia, que le fue conferida por el Santo Padre Pío XII, en reconocimiento de sus virtudes y de sus méritos.